# Freiwalde (Bersteland)
Freiwalde (niedersorbisch Briwałd) ist ein Ortsteil der Gemeinde Bersteland im Landkreis Dahme-Spreewald in Brandenburg. Vor der Eingemeindung nach Bersteland am 1. Februar 2002 war Freiwalde eine eigenständige Gemeinde, die vom Amt Unterspreewald verwaltet wurde.

## Lage
Freiwalde liegt in der Niederlausitz am Rand des Unterspreewaldes, rund zehn Kilometer Luftlinie nordwestlich der Kreisstadt Lübben und 20 Kilometer südöstlich von Baruth/Mark. Umliegende Ortschaften sind Schönwalde im Nordosten, Lubolz im Osten, Niewitz im Südosten, Schiebsdorf im Süden, Reichwalde im Südwesten, Gersdorf und Prierow im Westen sowie Waldow/Brand im Nordwesten. Nördlich von Freiwalde bildet der Kabelgraben die Grenze zur Gemarkung von Schönwalde. Südlich des Dorfes liegt die Berste.
Das Dorf Freiwalde selbst liegt an der Landesstraße 71. Des Weiteren liegen die Bundesstraße 115 und die Bundesautobahn 13 in der Gemarkung von Freiwalde. Der Ort ist über die gleichnamige Anschlussstelle an die Autobahn angeschlossen.

## Geschichte
Freiwalde wurde in der Luckauer Urkunde vom 20. Februar 1345 als Frienwald erstmals urkundlich erwähnt. Historische Siedlungsform ist die Sackgasse. Der Ortsname bedeutet „Siedlung im freien Wald(e)“, dies lässt darauf schließen, dass es sich bei Freiwalde um eine Rodungssiedlung handelte, deren Bewohner von Steuerabgaben befreit war. Die erste Besiedelung des Ortes fand allerdings schon viel früher um das Jahr 1200 statt. Ursprünglich lebte die Bevölkerung von Freiwalde überwiegend von Ackerbau, Viehzucht und Waldnutzung.
Historisch gehörte Freiwalde zur Adelsherrschaft Reichwalde und kam dadurch im Jahr 1377 an die Herren von Bieberstein. Am 26. April 1414 verkaufte Johann von Bieberstein die Herrschaft mit den dazu gehörigen Dörfern an die Stadt Luckau, wo Freiwalde fortan ein Kämmereidorf war. Bis 1635 gehörte der Ort zum Markgraftum Niederlausitz, durch den Prager Frieden kam Freiwalde danach zum Kurfürstentum Sachsen. Im Jahr 1660 lebten acht Bauern- und eine Kossätenfamilie in dem Dorf. Für das Jahr 1708 sind in Freiwalde 13 Bauern, fünf Gärtner, drei Kossäten und zwei Büdner verzeichnet. Die Einwohner hatten im Jahr 1718 eine Schatzung von 2050 Gulden an die Stadt Luckau zu zahlen. Das Kurfürstentum Sachsen wurde 1806 zum Königreich erhoben. Im Jahr 1810 lebten in Freiwalde 14 Bauern, sieben Kossäten sowie 13 Häusler und Büdner.
Nach der auf dem Wiener Kongress beschlossenen Teilung des Königreiches Sachsen kam Freiwalde zum Regierungsbezirk Frankfurt des Königreiches Preußen. Bei der Kreisreform im Jahr 1816 wurde der Ort dem Landkreis Luckau zugeordnet. Für das Jahr 1844 waren in Freiwalde 266 Einwohner verzeichnet, die in 38 Gebäuden lebten. Die Einwohner des Ortes, der damals noch keine eigene Kirche besaß, gingen in die Kirche nach Kasel. Die Dorfkirche Freiwalde wurde 1871 im neugotischen Stil gebaut. Bei der Volkszählung vom 1. Dezember 1871 hatte die Landgemeinde Freiwalde 369 Einwohner in 63 Familien. Von den Einwohnern waren 202 Männer und 167 Frauen; 84 Einwohner waren Kinder unter zehn Jahren. 1939 hatte Freiwalde 550 Einwohner.
Nach dem Ende des Zweiten Weltkrieges gehörte Freiwalde zur Sowjetischen Besatzungszone und später zur DDR. Am 1. Juli 1950 wechselte die Gemeinde aus dem Landkreis Luckau in den Landkreis Lübben. Bei der Kreisreform am 25. Juli 1952 wurde Freiwalde schließlich dem Kreis Lübben im Bezirk Cottbus zugeordnet. Nach der Wiedervereinigung gehörte Freiwalde zunächst zum Landkreis Lübben in Brandenburg, dort schloss die Gemeinde sich zur Erledigung ihrer Verwaltungsgeschäfte dem Amt Unterspreewald an. Der Landkreis Lübben ging am 6. Dezember 1993 im neuen Landkreis Dahme-Spreewald auf. Am 1. Februar 2002 schlossen sich die Gemeinden Freiwalde, Niewitz und Reichwalde zu der neuen Gemeinde Bersteland zusammen.

## Sehenswürdigkeiten

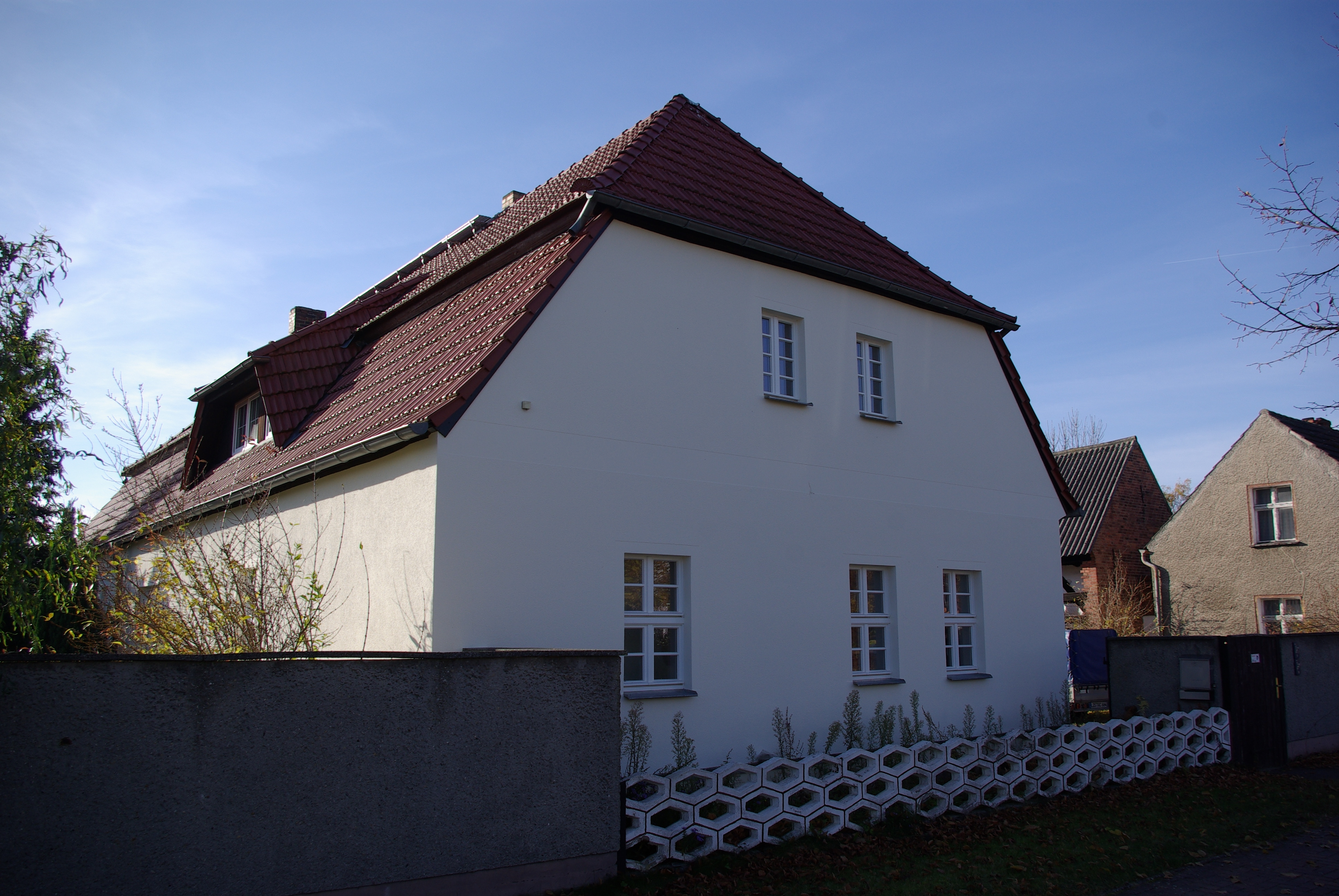
Wohnhaus Hauptstraße 13

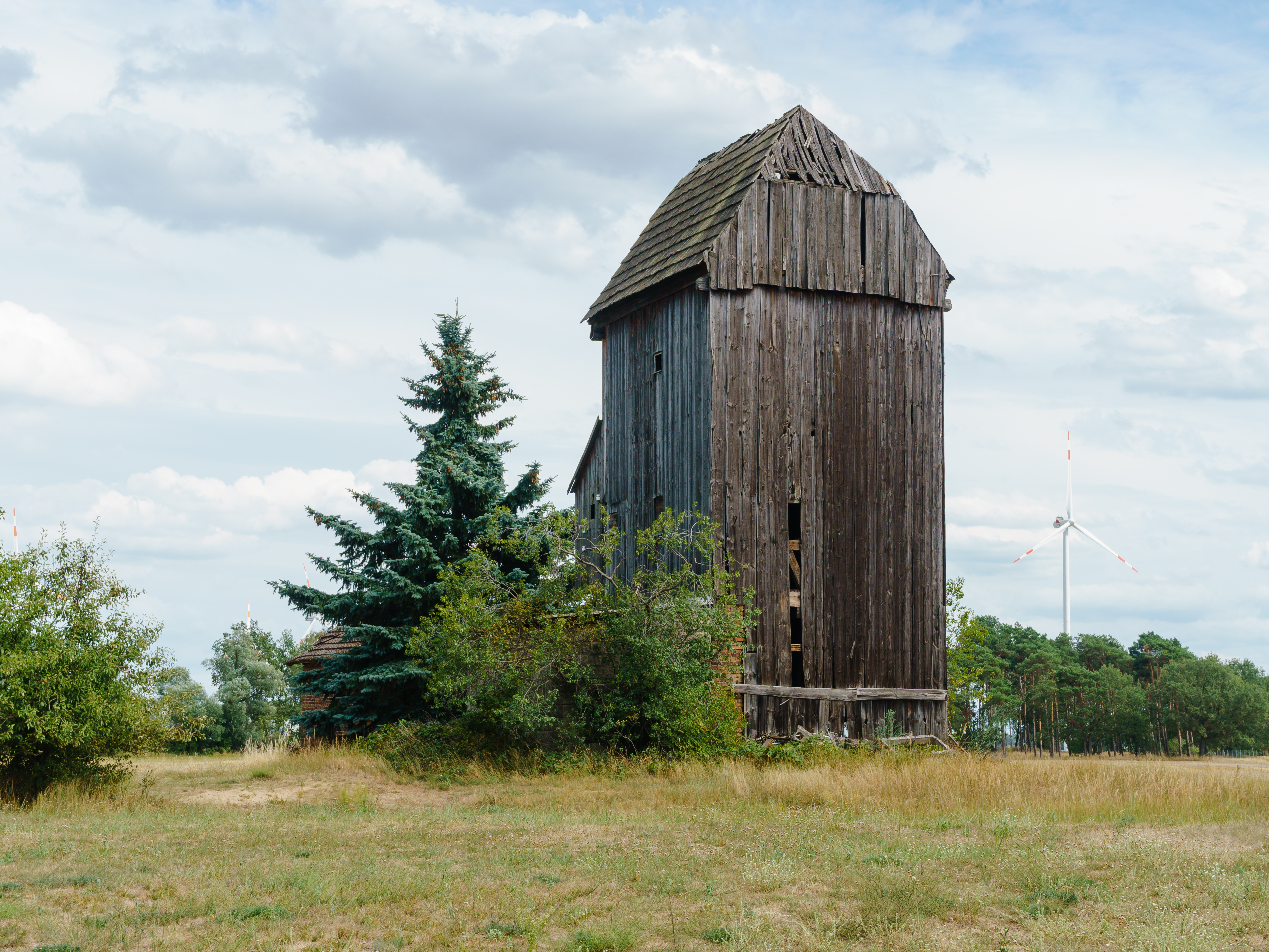
Bockwindmühle Freiwalde

In Freiwalde sind (Stand Mai 2021) drei Bau- und acht Bodendenkmale gelistet.
- Die neugotische Dorfkirche Freiwalde wurde nach anderthalbjähriger Bauzeit im September 1871 geweiht und ist eine kleine Saalkirche aus Backstein. Sie wurde 1958 modernisiert, dabei wurde auch die Ausstattung größtenteils erneuert. 1997 erfolgte eine Restaurierung des Kirchenäußeren.
- An der Bundesstraße 115 steht an der äußersten westlichen Gemarkungsgrenze ein Meilenstein, der die Entfernung nach Berlin mit X Meilen angibt.
- Das Gehöft Hauptstraße 13, bestehend aus einem Wohnhaus mit Wirtschaftsgebäuden aus Fachwerk, wurde in den 1790er Jahren gebaut. Zum Gehöft gehörte früher ein Taubenhaus, das in den 1990er Jahren oder Anfang des 21. Jahrhunderts abgerissen wurde.
- Östlich von Freiwalde an der Landesstraße 71 steht eine hölzerne Bockwindmühle. Sie steht nicht unter Denkmalschutz.

## Bevölkerungsentwicklung
| Jahr | Einwohner |
| ---- | --------- |
| 1875 | 353       |
| 1890 | 416       |
| 1910 | 381       |
| 1925 | 338       |
| 1933 | 343       |
| 1939 | 366       |
| 1946 | 468       |
| 1950 | 415       |
| 1964 | 301       |
| 1971 | 277       |
| 1981 | 286       |
| 1985 | 290       |
| 1989 | 298       |
| 1995 | 284       |
| 2001 | 348       |

## Tourismus und Infrastruktur

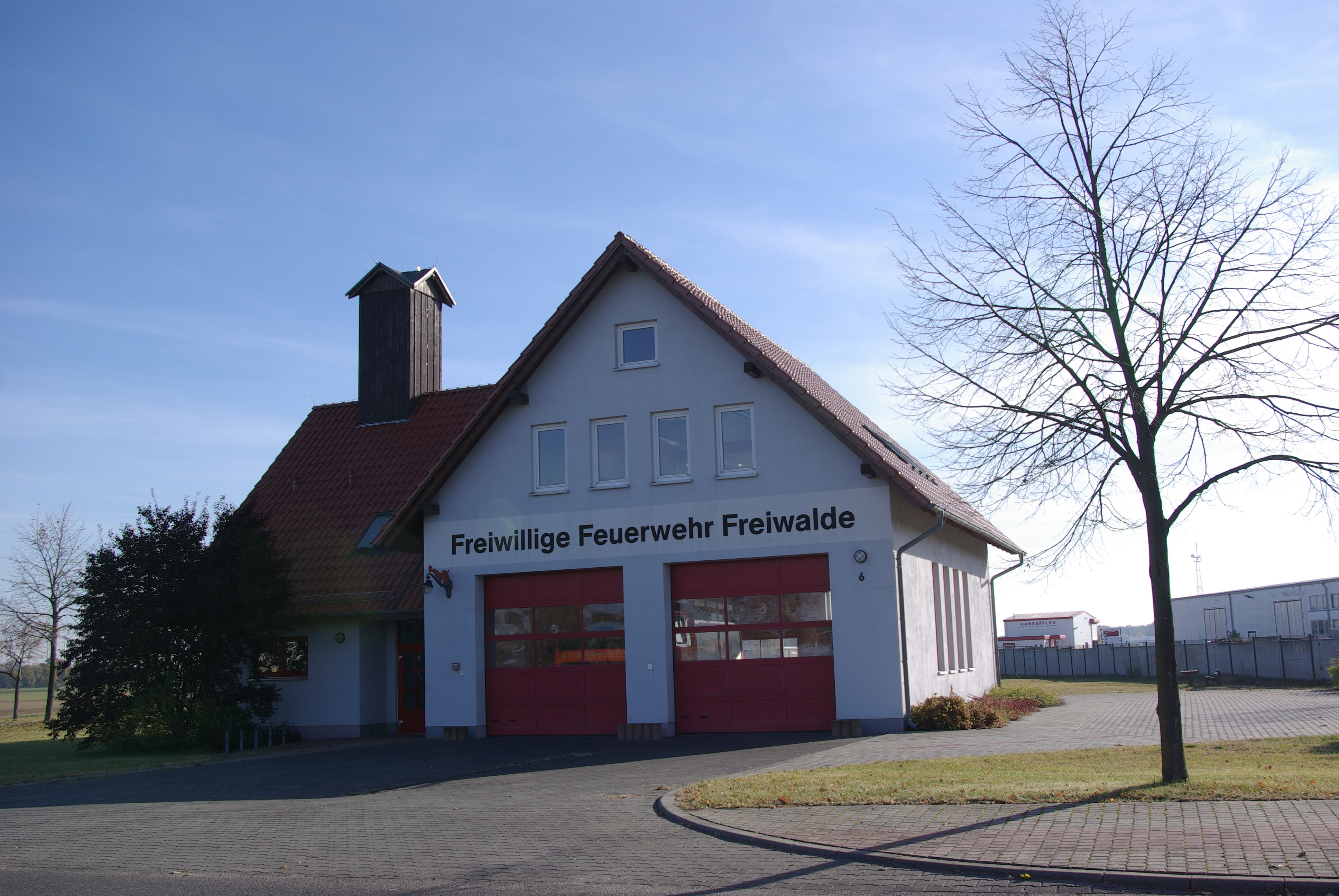
Feuerwehrhaus in Freiwalde

Südlich von Freiwalde liegt ein Gewerbegebiet, in dem neben kleineren und mittelständischen Unternehmen auch Zweigstellen der Doosan Europe GmbH, von Hansa-Flex und des Fertighausbauers Kampa ansässig sind. Die Autobahnmeisterei Freiwalde ist für die Unterhaltung der Bundesautobahn 13 etwa zwischen Königs Wusterhausen und Lübbenau zuständig. Im Ort gibt es eine Freiwillige Feuerwehr.
Freiwalde ist rund zehn Kilometer vom Freizeitpark Tropical Islands entfernt.

## Nachweise
1. ↑  Amt Unterspreewald – Einwohnermeldeamt (Hrsg.): Einwohnerzahlen des gesamten Amtes Unterspreewald (mit Gemeinden und Orts-/Gemeindeteilen) zum Stand 01.01.2017. Schönwalde 27. Juli 2017 (Kontaktdaten [abgerufen am 27. Juli 2017]).
2. ↑  Reinhard E. Fischer: Die Ortsnamen der Länder Brandenburg und Berlin: Alter - Herkunft - Bedeutung. be.bra Wissenschaft, 2005, S. 57.
3. ↑  Gemeinde Bersteland. In: unterspreewald.de. Amt Unterspreewald, archiviert vom Original (nicht mehr online verfügbar) am 28. Juli 2017; abgerufen am 25. Juli 2017.  Info: Der Archivlink wurde automatisch eingesetzt und noch nicht geprüft. Bitte prüfe Original- und Archivlink gemäß Anleitung und entferne dann diesen Hinweis.
4. ↑  Rudolf Lehmann (Hrsg.): Historisches Ortslexikon für die Niederlausitz. Band 1: Die Kreise Luckau, Lübben und Calau. Verlag Klaus-D. Becker, Potsdam 2013, ISBN 978-3-9419-1989-1, S. 38.
5. ↑  Topographisch-statistische Übersicht des Regierungsbezirks Frankfurt a. d. O. 1844, S. 152 (bsb-muenchen.de).
6. ↑  Königliches Statistisches Bureau: Die Gemeinden und Gutsbezirke des Preußischen Staats und ihre Bevölkerung. Teil II: Provinz Brandenburg, Berlin 1873, S. 198f. (online, abgerufen am 8. Mai 2021).
7. ↑  Bildung einer neuen Gemeinde Bersteland. Bekanntmachung des Ministeriums des Innern vom 8. Januar 2002. In: Amtsblatt für Brandenburg. 13. Jahrgang, Nr. 5, 30. Januar 2002, S. 48, PDF.
8. ↑  Historisches Gemeindeverzeichnis des Landes Brandenburg 1875 bis 2005. (PDF; 331 KB) Landkreis Dahme-Spreewald. Landesbetrieb für Datenverarbeitung und Statistik Land Brandenburg, Dezember 2006, abgerufen am 25. Juli 2017.